# Charlotte Hope
Charlotte Hope, egentligen Charlotte Louise Norris, född 15 oktober 1991 i Salisbury i Wiltshire (uppvuxen i Hampshire), är en brittisk skådespelerska. Hon fick som mest erkännande för sin återkommande roll som Myranda, i HBO-serien Game of Thrones (säsong 3–5, 2013–2016). Hon fick därefter rollen som Katarina av Aragonien i TV-kanalen Starz historiska dramaserie The Spanish Princess, som hon innehade mellan åren 2019 och 2020. Hon syntes därefter under år 2020 i säsong 2 av ITV1's thrillerserie Kommissarie Bancroft, samt i det biografiska Netflixdramat The English Game.
Charlotte Hope har utöver sina TV-roller, även haft olika filmroller, bland annat i The Theory of Everything (2014) och The Nun (2018). Hon har även gjort rösten till spelkaraktären Sally Boyle, i actionäventyrsspelet We Happy Few (2018).
Hope är sedan år 2019 i ett förhållande tillsammans med skådespelaren Ruairi O'Connor. Paret träffades under inspelningarna av The Spanish Princess, under exakt samma år.

## Filmografi (i urval)

### Filmer
- 2012 – Les Misérables
- 2013 – The Invisible Woman
- 2014 – The Theory of Everything
- 2015 – Miss You Already
- 2016 – A United Kingdom
- 2016 – Allied
- 2017 – State of Mind[7]
- 2018 – The Nun[6]

### TV-serier
- 2010 – Casualty (TV-serie)
- 2011 – Mördare okänd (TV-serie)
- 2012 – Doctors (TV-serie)
- 2012–2013 – Holby City (TV-serie)
- 2013 – Law & Order: UK (TV-serie)
- 2013 – Whitechapel (TV-serie)
- 2013–2016 – Game of Thrones (TV-serie)[3]
- 2014 – Ett fall för Vera (TV-serie)
- 2014 – Musketörerna (TV-serie)
- 2016 – Mord i paradiset (TV-serie)
- 2018 – Unge kommissarie Morse (TV-serie)
- 2019–2020 – The Spanish Princess (TV-serie)[4]
- 2020 – Kommissarie Bancroft (TV-serie)[5]
- 2020 – The English Game (TV-serie)

### Spel
- 2013 – Ryse: Son of Rome (röst)
- 2018 – We Happy Few (röst)